# Lateranska palača
Lateranska palača je palača u Rimu. Prvotno je sagrađena u antičko doba, u vrijeme Rimskog Carstva. Kasnije je nadograđena te je postala papinska rezidencija. Smještena je pored Bazilike sv. Ivana Lateranskog, rimske katedrale. Trenutačno je u Lateranskoj palači smješten Museo Storico Vaticano u kojem je prikazana povijest Papinske države.